# Rudolf Querner
Ernst Rudolf Querner  (Bruno wordt ook als naam vermeld) (Lehndorf, 10 juni 1893 - bij Maagdenburg, 27 mei 1945) was een Duitse officier en SS-Obergruppenführer. Hij was generaal in de Waffen-SS en de politie tijdens de Tweede Wereldoorlog. Querner was HSSPF Nordsee met zijn hoofdkwartier in Hamburg. Vanaf eind januari 1943 was hij als HSSPF Donau en aansluitend van oktober 1944 tot mei 1945 als HSSPF Mitte werkzaam.

## Leven

### Achtergrond, Eerste Wereldoorlog en politiecarrière
Querner was de zoon van een boer en landeigenaar. Hij zat op het humanistisch gymnasium in Bautzen. Aansluitend meldde hij zich bij het cadettenkorps in Dresden en de kriegsschule in Hannover. Querner nam vanaf augustus 1914 als officier aan de Eerste Wereldoorlog deel, en raakte aan het einde van de oorlog in Franse krijgsgevangenschap. Vanaf 1919 was Rudolf Querner getrouwd met Annemarie (geboren Schorkopf), uit dit huwelijk kwamen vier kinderen voort. Een van de dochters was de beeldhouwster, Ursula Querner. Querner was vanaf september 1919 bij de Ordnungspolizei in Saksen werkzaam, waar hij Hundertschaftsführer en afdelingscommandant werd.

### Nationaalsocialisme
Querner werd na de machtsovername van de nationaalsocialisten in 1933 lid van de NSDAP. Hij werd personeelsfunctionaris in het ministerie van binnenlandse zaken van Saksen, en was vanaf 1934 als referent voor de „Organisation und Verwendung“ in het Reichsministerium des Innern werkzaam.
Van 1 september 1936 tot 1 april 1937 was hij als commandant van de Schutzpolizei in Hamburg werkzaam. Aansluitend werd hij als inspecteur, en respectievelijk vanaf 1940 als bevelhebber bij de Ordnungspolizei Hamburg tot oktober 1940 ingezet. Op 22 mei 1938 werd Querner lid van Schutzstaffel. Daarbij fungeerde Querner in maart 1939 als Befehlshaber der Ordnungspolizei (BdO) Praag. Van november 1940 tot april 1941 was Querner SS-Führer in de Persönlicher Stab Reichsführer-SS, en vanaf december 1940 in het Hauptamt Ordnungspolizei als inspecteur-generaal van de Gendarmerie en Schutzpolizei ingezet.

### Hamburg
Van 1 mei 1941 tot eind januari 1943 werkte Querner als HSSPF Nordsee in Wehrkreis X met zijn hoofdkwartier in Hamburg. Querners taken omvatte ook het leiding geven aan de politieafdeling in het Hamburgse landsbestuur, en het vertegenwoordigen van de rijksstadhouder Karl Kaufmann in alle politiezaken. Querner was behulpzaam bij de deportatie van de Hamburgse Joden, die eind oktober 1941 begon. Van 23 tot 25 oktober 1941 begeleidde Querner met zijn SS-Führern de Reichsführer-SS Heinrich Himmler tijdens een bezoek aan een Arbeitslager in Mahiljow, welke tot vernietigingskamp uitgebouwd werd. Querner begeleidde ook als tussenpersoon de Hamburgse firma Tesch & Stabenow, de hoofdleverancier van de Zyklon B en de Höherer SS- und Polizeiführern in het oosten voor de Jodenvernietiging.

### Wenen
Van eind januari 1943 tot begin oktober 1944 was Querner HSSPF Donau in Wehrkreis XVII met zijn hoofdkwartier in Wenen. Hij werd op 21 juni 1943 tot SS-Obergruppenführer en op 1 juli 1944 tot Generaal in de Waffen-SS bevorderd. In functie als SS-Obergruppenführer nam hij aan de Gruppenführer-Tagung van 4 oktober 1943 in Poznań deel, waar Heinrich Himmler de eerste Poznań-toespraken toespraak hield.

### Brunswijk
Van 5 oktober 1944 tot 8 mei 1945 was Querner HSSPF Mitte im Wehrkreis XI met zijn hoofdkwartier in Brunswijk. Querner was in deze hoedanigheid voor misdaden die plaatsvonden in de loop van de evacuaties van concentratie- en krijgsgevangenenkampen in Wehrkreis XI in wezen verantwoordelijk.

### Dood
Na het einde van de oorlog werd Querner gevangengenomen, en pleegde daarna zelfmoord. Zijn nalatenschap bevindt zich in het Bundesarchiv in Koblenz in de bestanden Kleine Erwerbungen.

## Carrière
Querner bekleedde verschillende rangen in zowel de Allgemeine-SS als Waffen-SS. De volgende tabel laat zien dat de bevorderingen niet synchroon liepen.
| Datum                                                                       | Deutsches Heer | Reichswehr                     | Politie                                                  | Allgemeine-SS        | Waffen-SS                |
| --------------------------------------------------------------------------- | -------------- | ------------------------------ | -------------------------------------------------------- | -------------------- | ------------------------ |
| 1911                                                                        | Unteroffizier  | —                              | —                                                        | —                    | —                        |
| 8 februari 1913                                                             | Fähnrich       | —                              | —                                                        | —                    | —                        |
| 24 februari 1914 (met Patent van 22 juni 1912)                              | Leutnant       | —                              | —                                                        | —                    | —                        |
| 12 september 1919 (met Patent van 2 augustus 1917)                          | Oberleutnant   | —                              | —                                                        | —                    | —                        |
| 1 december 1919                                                             | —              | Oberleutnant der Landespolizei | —                                                        | —                    | —                        |
| 4 november 1920                                                             | —              | Charakter van Hauptmann a.D.   | —                                                        | —                    | —                        |
| 2 september 1921                                                            | —              | —                              | Hauptmann der Landespolizei                              | —                    | —                        |
| 1 juli 1928                                                                 | —              | —                              | Hauptmann der Gendarmerie                                | —                    | —                        |
| 1 december 1933 (met ingang van 1 januari 1934)                             | —              | —                              | Major der Gendarmerie                                    | —                    | —                        |
| 4 januari 1934 (met ingang van 1 december 1933)                             | —              | —                              | Oberstleutnant der Polizei                               | —                    | —                        |
| 1 september 1936 - 1 juni 1936 (met RDA van 1 juni 1936)                    | —              | —                              | Oberst der Schupo                                        | —                    | —                        |
| 22 mei 1938                                                                 | —              | —                              | —                                                        | SS-Mann              | —                        |
| 22 mei 1938 (ingeschreven in de SS met deze rang)                           | —              | —                              | —                                                        | SS-Standartenführer  | —                        |
| 18 juni 1938                                                                | —              | —                              | —                                                        | SS-Oberführer        | —                        |
| 20 april 1939                                                               | —              | —                              | Charakter van Generalmajor in de politie/Ordnungspolizei | —                    | —                        |
| 9 november 1940                                                             | —              | —                              |                                                          | SS-Gruppenführer     | —                        |
| 9 november 1940 (met ingang van 1 november 1940 en RDA van 9 november 1940) | —              | —                              | Generalleutnant in de politie                            | —                    | —                        |
| 21 juni 1943                                                                | —              | —                              | Generaal in de politie                                   | SS-Obergruppenführer | —                        |
| 20 juni 1944 (met ingang van 1 juli 1944)                                   | —              | —                              | —                                                        | —                    | Generaal in de Waffen-SS |

## Lidmaatschapsnummers
- NSDAP-nr.: 2 385 386 (lid geworden 1 mei 1933[1][32])
- SS-nr.: 308 240 (lid geworden 22 mei 1938[7])

## Onderscheidingen
Selectie:
- IJzeren Kruis 1914, 2e Klasse[26] op 9 september 1919[33][1][25]
- Erekruis voor Frontstrijders in de Wereldoorlog[27] op 30 oktober 1934[33][1][25]
- Kruis voor Oorlogsverdienste, 1e Klasse[26] (6 januari 1942[34]) en 2e Klasse[26] (10 september 1940[34]) met Zwaarden[33]
- Medaille ter Herinnering aan de 13e Maart 1938[3] op 21 november 1938[34]
- Rijksinsigne voor Sport in zilver[26] (nr.5853) op 18 november 1929[33]
- Duits Olympisch Ereteken, 2e Klasse[26] in 1937[33][25]
- Kruis van Verdienste van het Ereteken van het Duitse Rode Kruis op 20 april 1939[33][34]
- SS-Ehrendolch[33][34]
- Dienstonderscheiding van de Politie, 1e Klasse (25 dienstjaren) in 1938[1][25]
- Commandeurskruis in de Orde van Verdienste (Hongarije) op 24 augustus 1938[1][25]
- Ereteken van de Luchtbescherming, 1e Klasse op 30 januari 1943[1][34]

## Afkortingen
- (BdO) Bevelhebber der Ordnungspolizei - vrije vertaling: Bevelhebber van de Ordepolitie
- (KdS) Kommandeur der Schutzpolizei - vrije vertaling: Commandant van de Beschermingspolitie
- (IdO) Inspecteur der Ordnungspolizei - vrije vertaling: Inspecteur van de Ordepolitie